# 麗塔·威爾遜
瑪格麗塔·伊巴謙莫夫（英語：Margarita Ibrahimoff，1956年10月26日—），艺名：麗塔·威爾遜，是保加利亞裔美国女演員、歌手和製作人。她的丈夫是美国男演员汤姆·汉克斯。
威爾遜较为人所知的演出包括电影《西雅圖夜未眠》、《愛 找麻煩》、《KIMI》电视剧《「法」妻》等。她也是电影《我的大嚿婚禮》的製片人之一。
2020年3月12日，汤姆·汉克斯透過Instagram表示自己和威爾遜都確診新型冠状病毒，兩人當時在澳洲拍攝由巴茲·雷曼執導的電影《艾維斯》。

## 外部連結
- 麗塔·威爾遜在互联网电影资料库（IMDb）上的資料（英文）